# Cvetko
Cvetko je 174. najbolj pogost priimek v Sloveniji, ki ga je po podatkih Statističnega urada Republike Slovenije na dan 31. decembra 2007 uporabljalo 985 oseb.

## Znani nosilci priimka
- Aleksej (Janez) Cvetko (1945—2017), pravnik, vrhovni sodnik, strok. za delovno in socialno pravo
- Blanka Cvetko Tešović, hrvaška geologinja, univ. prof. v Zagrebu
- Branislav Cvetko (1928—2009), nevropsihiater, epileptolog, publicist
- Ciril Cvetko (1920—1999), skladatelj, dirigent, glasbeni pedagog in publicist
- Drago Cvetko, bibliotekar, bibliograf
- Dragotin Cvetko (1911—1993), skladatelj, muzikolog, univerzitetni profesor, akademik
- Dušan Cvetko (*1960), ekonomist, zavarovalniški podjetnik
- Erika Cvetko (*1960), prof. anatomije na MF UL
- Franc Cvetko (1789—1859), duhovnik, leksikograf, narodni buditelj
- Gregor Cvetko, glasbenik (kontrabas, kitara, glas), performer
- Heliodor Cvetko, psiholog in otroški psihoterapevt
- Igor Cvetko (*1949), lutkar, ilustrator, etnomuzikolog, glasbenik, mojster za zaščito kulturne dediščine
- Jana Cvetko (1965—2013), etnologinja, direktorica Slovenskega verskega muzeja v Stični
- Janez Cvetko (1925—2016), ?
- Jelena Sitar Cvetko (*1959), lutkarica, publicistka
- Jerca Cvetko, lutkarica, pedagoginja
- Jurij Cvetko (1826—1896), učitelj, šolnik, glasbenik, stokovnjak za sadjarstvo, vinogradništvo in svilogojstvo
- Karin Cvetko Vah (*1975), matematičarka, pisateljica, aktivistka
- Marjeta Cvetko (*1953), slikarka, grafičarka, ilustratorka; ornitologinja?
- Marko Cvetko, operni pevec
- Maša Cvetko, arhitektka, oblikovalka
- Nenad Cvetko, hrvaški igralec
- Pavle Cvetko (Eufrid) (1901—1990), šolski brat, učitelj
- Rado(van) Cvetko (1932—2017), kirurg
- Rudolf Cvetko (1880—1977), častnik, sabljač in olimpionik
- Štefan Cvetko (1919—1941), plavalec, vaterpolist, aktivist OF v Prekmurju
- Tilen Cvetko, fotograf
- Urška Cvetko, flavtistka (kljunasta flavta), performerka
- Vladimir Cvetko (1910—1988), organizator šolstva in publicist
- Varja Cvetko Orešnik (*1947), jezikoslovka, univerzitetna profesorica